# 于敏
于敏（1926年8月16日—2019年1月16日），男，天津宁河人，中國核武器科学家，中国科学院学部委员，曾獲两弹一星功勋奖章及国家最高科学技术奖，因對中國氫彈研製做出貢獻而享有「中國氫彈之父」之称。

## 生平

### 教育经历
于敏1926年8月出生于天津宁河，他的父亲当时是天津的一位小职员。1941年，于敏转入天津木斋中学读高中，因成绩优异并在刘行宜的老师的担保下，被推荐转学至天津耀华中学读高三，在耀华中学以门门功课第一的成绩闻名全校。
毕业之际，因家中变故求学困难，在其同学陈克潜之父陈范有的帮助下，陈范有的公司资助于敏继续深造。
1944年，于敏考进了汪精衛政權时期北京大學工学院机电系。1946年，国立北京大学在北平复员，于敏出于对理论物理的热爱转到北京大學理学院物理系，将理论物理定为自己的专业。1949年，于敏师从张宗燧攻读研究生并兼任助教。
1951年起，在中国科学院近代物理研究所任助理研究员、副研究员，並在中国理论物理学家彭桓武指导下开始了核理论研究工作。

### 氢弹研發
1960年底，于敏开始从事核武器理论研究，在氢弹原理突破中解决了热核武器物理中一系列基础和关键性的理论问题。1961年，于敏调任二机部参与氢弹原理研究。1964年10月，中国第一颗原子弹在鄧稼先領導的團隊下爆炸成功，隨後于敏率领的研制团队在1967年研发出中國首枚氢弹。由于于敏工作的机密性，他的名字直到1988年才被解禁，而他的真实身份则要到1999年中国政府授予其两弹一星功勋奖章时才被解密。
1982年中国政府颁发国家自然科学一等奖给《原子弹氢弹设计原理中的物理力学数学理论问题》，于敏名列第四。获奖共九人，排序如下：彭桓武、邓稼先、周光召、于敏、周毓麟、黄祖洽、秦元勋、江泽培、何桂莲。

### 文革期间的遭遇
無產階級文化大革命時青海221廠被批斗，炸药专家钱晋被批斗致死，于敏也笈笈可危一度与死神擦身而过。據于敏的同儕邓稼先的夫人许鹿希回憶，碰巧中美關係因乒乓外交解凍，1971年7月杨振宁首度到中华人民共和国探親並欲與邓稼先聚舊，周恩来把邓稼先召回北京，于敏、陈能宽、胡思得也連帶侥幸從青海文革之中得救，自此紅衛兵再没有办法把221廠的科学家们进行批斗。

### 晚年
晚年，于敏担任中国工程物理研究院高级科学顾问。2015年1月9日，于敏获2014年度国家最高科学技术奖。并于同年4月3日获得由凤凰卫视举办的“世界因你而美丽──影响世界华人盛典2014-2015”的“影响世界华人终身成就奖”（另一位为饶宗颐）。2018年12月18日，在中共中央、国务院举办的纪念改革開放四十周年大會上表彰為改革先锋。由於身體原因未到場出席。
2019年1月16日，因病在北京去世，享年93岁。

## 身后
2019年9月17日，习近平根据全国人大常委会的決定，授予于敏共和国勋章，为本次受表彰者中唯一一位已离世者。

## 诗歌
- 《抒怀》。虽然于敏爱诗，但甚少写诗。在73岁那年，他却以一首《抒怀》为题的七言律诗总结了自己的一生。[15]

## 文集
- 《于敏院士八十华诞文集》 原子能出版社 / 2006-08。书中第一部分收录了一些领导同志的题词和于敏院士不同时期研究活动、社会活动和家庭生活照片；第二部分收录了曾与之共事的领导和专家的文章；第三部分选录了于敏院士部分公开发表的文章和讲话；第四部分是编年大事记。